# Province du Sud (Sierra Leone)
Pour les articles homonymes, voir Province du Sud.
 (octobre 2024).
Si vous disposez d'ouvrages ou d'articles de référence ou si vous connaissez des sites web de qualité traitant du thème abordé ici, merci de compléter l'article en donnant les références utiles à sa vérifiabilité et en les liant à la section « Notes et références ».
La province du Sud est l'une des 5 subdivisions de Sierra Leone. La capitale de la province se situe à Bo.

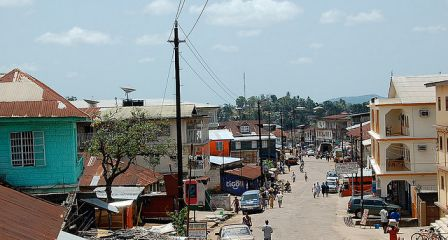
Vue de la province du sud

Le recensement de 2021 établit 1 830 881 habitants dans cette province.

## Géographie
Au sud-est, la province est frontalière avec le Liberia. Elle possède également une façade océanique au sud avec l'Atlantique.

## Districts
La province compte 4 districts:
- District de Bo (chef-lieu : Bo),
- District de Bonthe (chef-lieu : Bonthe),
- District de Moyamba (chef-lieu : Moyamba),
- District de Pujehun (chef-lieu : Pujehun),